# Schneekogel
Schneekogel är ett berg i Österrike.   Det ligger i distriktet Amstetten och förbundslandet Niederösterreich, i den nordöstra delen av landet, 120 km väster om huvudstaden Wien. Toppen på Schneekogel är 1 371 meter över havet, eller 111 meter över den omgivande terrängen. Bredden vid basen är 1,2 km.
Terrängen runt Schneekogel är huvudsakligen kuperad, men åt sydväst är den bergig. Närmaste större samhälle är Waidhofen an der Ybbs, 14,0 km norr om Schneekogel. 
I omgivningarna runt Schneekogel växer i huvudsak blandskog. Runt Schneekogel är det ganska glesbefolkat, med 38 invånare per kvadratkilometer.